# Wierzbie (Nysa)
Pour les articles homonymes, voir Wierzbie.
Wierzbie est une localité polonaise de la voïvodie d'Opole et du powiat de Nysa.

## Histoire
De 1743 à 1945, Wiersbel fait partie de l'arrondissement de Falkenberg-en-Haute-Silésie dans le district d'Oppeln au sein de la province de Silésie.